# Rudolf Koukola
Rudolf Koukola (5. listopadu 1839 Benešov – 21. června 1911 Bubeneč) byl český architekt a stavitel.

## Život

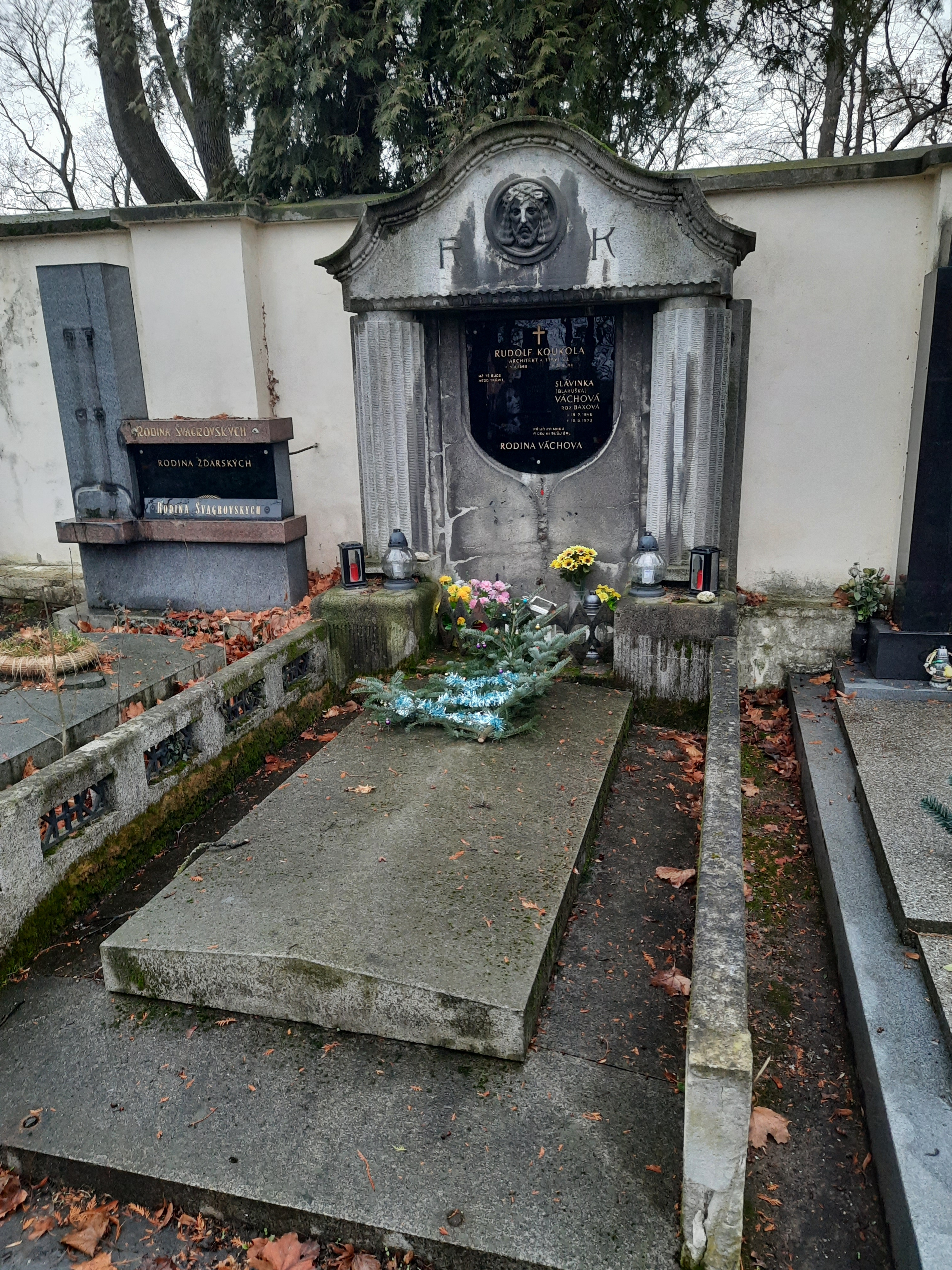
Hrob arch. Rudolfa Koukoly na Bubenečském hřbitově

Rudolf Koukola vystudoval vídeňskou uměleckou akademii, kde byl žákem prof. Theophila von Hansen. Stavitelem se oficiálně stal v roce 1886, v roce 1899 pak byl zvolen do předsednictva Jednoty stavitelů. Zemřel v roce 1911 v sanatoriu pro duševně choré MUDr. Leopolda Kramera, pohřben je na Bubenečském hřbitově.

## Dílo
- 1895 – interiér pivovaru U Fleků, společně s arch. Sanderem, Křemencova čp. 183, Praha - Nové Město[2]
- 1886 – radnice v Lounech dle projektu Saturnina Hellera[2][4]
- 1889-90 – Villa Pellé, Pelléova čp. 91, Praha-Bubeneč[2][3]
- 1892-93 – Koukolova vila, Slavíčkova ulice čp. 112, Praha-Bubeneč[2][3]
- 1894 – vila Pelléova čp. 119, Praha-Bubeneč[2]
- 1894 – vila Slavíčkova 145, Praha-Bubeneč[2]
- 1895-96 – Koulova vila, Slavíčkova čp. 153, Praha-Bubeneč, podle projektu Jana Kouly[2]
- 1895 – bytový dům U korunních znaků v Trojické ulici čp. 1912 v Praze[2][5]
- 1896 – Maškova vila, Slavíčkova ulice čp. 196, Praha-Bubeneč[2]
- 1898 – sanatorium MUDr. Leopolda Kramera, Ve struhách čp. 144, Praha-Bubeneč[2]
- 1901-02 – bytový dům Pařížská čp.1073, Praha - Staré Město, podle projektu Jana Kouly[2]
- 1902 – Muchova ulice čp. 226, Praha-Dejvice[2]
- 1903 – bytový dům Pařížská 1074, Praha - Staré Město[2]